# فابيو سيمبليسيو
فابيو هينريكي سيمبليسيو (بالبرتغالية:Fábio Henrique Simplício) الشهير باسم فابيو سيمبليسيو (مواليد 23 سبتمبر 1979 في ساو باولو - البرازيل) لاعب كرة قدم برازيلي يلعب حاليا لصالح نادي الدرجة الأولى نادي روما الإيطالي منتقلا من نادي باليرمو الذي لعب له منذ عام 2006الوسط المحوري .

## روابط خارجية
- فابيو سيمبليسيو على موقع رابطة كرة القدم اليابانية للمحترفين (اليابانية)
- فابيو سيمبليسيو على موقع قاعدة بيانات كرة القدم.إي يو (الإنجليزية)
- فابيو سيمبليسيو على موقع ناشيونال فوتبول تيمز (الإنجليزية)
- فابيو سيمبليسيو على موقع Soccerway.com (الإنجليزية)
- فابيو سيمبليسيو على موقع عالم كرة القدم.نت (الإنجليزية)